# Алекс Крос
 Тази статия е за персонажа.  За филма вижте Алекс Крос (филм).  
Алекс Крос е измислен герой от романите на американския писател Джеймс Патерсън.
Алекс Крос е тъмнокож, бивш агент на ФБР и бивш детектив-психолог от полицията във Вашингтон Д.С., работещ като частен психолог. В екранизациите на романите на Патерсън – Завръщането на паяка и Целуни момичетата, ролята на Алекс Крос се изпълнява от актьора Морган Фрийман.
Обикновено му възлагат крайно заплетени или неразрешими случаи.